# 克雷兄弟
罗纳德·“罗尼”·克雷（英語：Ronald "Ronnie" Kray，1933年10月24日—1995年3月17日）和雷金纳德·“雷吉”·克雷（英語：Reginald "Reggie" Kray，1933年10月24日—2000年10月1日）是英國一对双胞胎兄弟，是二十世纪五六十年代英国伦敦东区最臭名昭著的黑帮头目。以公司为掩护，他们进行了一系列包括纵火、持械抢劫、收保护费、威胁恐吓及谋杀在内的有组织的违法犯罪活动。其中最令世人震撼的莫过于杰克“帽子”（Jack "the Hat" McVitie）和乔治·康奈尔（George Cornell）谋杀案。
克雷兄弟坐拥伦敦西区夜总会，与戴安娜·多尔斯（Diana Dors）、弗兰克·斯纳特拉（Frank Sinatra）及朱迪·加兰（Judy Garland）等政客名流往来密切。到20世纪60年代，他们已然跻身名流之列，参加电视访谈，甚至受时尚摄影大师大卫·贝利（David Bailey）之邀拍摄海报。
在由警司——“小子”里德（Leonard "Nipper" Read）带领的专案小组的努力之下，克雷兄弟于1968年5月9日被捕入狱，一年后被判無期徒刑。1995年3月17日，罗尼在布罗德莫精神病院病逝。雷吉晚年罹患癌症，于2000年8月被批准保外就医。因治疗无效，8周后去世。

## 早期生涯
克雷兄弟于1933年10月24日在伦敦东区的霍克斯顿出生。母亲名为维奥莱特·安妮·李（Violet Annie Lee），父亲查尔斯·大卫·克雷（Charles David Kray）(1907.03.10 - 1983.03.08)是一个黄金废料经销商。
作为同卵双胞胎，雷吉比罗尼早10分钟出生。此前，他们的父母已育有一子一女，即六岁的儿子查尔斯·詹姆斯（Charles James）(1927.07.09-2000.04.04)和不幸早夭的女儿维奥莱特（Violet）（1929）。双胞胎在三岁时得过白喉病。九岁时二人的一场争斗使得罗尼头部遭受重创，几乎因此丧命。
俩兄弟最初在位于布里克巷的伍德教会学校接受小学教育，后转入丹尼尔街学校。1938年，克雷兄弟一家从霍克顿区斯蒂恩街搬到贝斯纳尔格林区瓦兰斯路178号。二战伊始，时年32岁的查尔斯·克雷被召入伍。但他并未相应军队号召，反而拒绝参军，四处逃逸。
受外公吉米“炮弹”（Jimmy "Cannonball" Lee）的影响，两兄弟开始接触业余拳击运动，并将其发展为一项颇受欢迎的娱乐消遣活动，尤其吸引了伦敦东区工人阶级家庭的男孩儿们。兄弟相争促使二人愈加奋进，且都取得了不俗的战绩。据说在19岁成为专业拳击选手之前，兄弟俩从未输过一场比赛。

### 服役风波
克雷兄弟因其暴力黑帮史而臭名昭著，多次被捕又侥幸获释。当时的年轻人都必须应召服役，兄弟俩亦不例外。1952年，克雷兄弟被皇家燧发枪团招募，前往报到。他们的确如约而至，然而几分钟过后，他们便意图离场。下士主管全力阻拦，却被罗尼一拳打在脸上，受伤严重。克雷兄弟继而回到了伦敦东区的大本营。第二天一早，他们再次被押送回军队。
试图当个逃兵擅自离开军队的时候，克雷兄弟还羞辱了一名抓捕他们的警察。他们是最后一批在伦敦塔监狱服刑的罪犯，随后则被押送到位于森麻实郡谢普顿马里特军事监狱。一个月后，克雷兄弟被军事法庭判刑，并移送肯特郡坎特伯雷市家園诸郡军旅站务监狱。
因兄弟俩在监狱肆无忌惮，军队开除了他们的军籍。在判刑已成既定事实之后，他们还意欲控制监狱个人牢房以外的公共锻炼区域。他们不仅乱发脾气、烧毁床铺，还朝警官中士和狱警倾倒厕所垃圾桶和盛满热茶的大铁锅，并用偷来的手铐把一名狱警拷在了监狱的铁栅上。
在公共监狱服刑期间，他们用一个瓷花瓶袭击了狱警，随后成功越狱。不久之后，兄弟俩再次被捕，并因所犯罪行被移送民政当局。在坎特伯雷的最后一晚，无视担任其看守的那位年轻礼貌的公务员，兄弟俩吃薯片、抽雪茄，饮酒作乐，肆意狂欢。

## 犯罪生涯

### 夜店老板
屡次入狱、军籍被销断送了克雷兄弟短暂而辉煌的拳击生涯，转而将他们推向了全职犯罪的道路。他们买下了位于贝斯纳尔格林的一家斯诺克俱乐部，把那里当作敲诈勒索、收保护费的场所。兄弟俩直到上世纪五十年代末都一直跟随来自利物浦的杰·穆雷（Jay Murray）。为接手其他俱乐部和地产，他们不惜纵火绑架、持械抢劫。1960年，罗尼·克雷因包括收保护费在内的一系列勒索恐吓案件被判处18个月监禁。哥哥雷吉则收到了暴力操控勋爵头目皮特·拉赫曼（Peter Rachman）赠送的一家名为“埃斯梅拉达的谷仓”的夜店。该夜店位于威尔顿大街骑士桥，紧邻小酒馆“约翰的厨房”。 现如今“埃斯梅拉达的谷仓”已然无处可寻，取而代之的是巴克雷大酒店。
克雷兄弟在伦敦西区的影响力因此大增，两人一跃成为罪犯“名流”。为抵抗克雷兄弟位于伦敦南区的竞争对手理查森，同时获得兄弟俩的庇护，银行家阿兰·库伯（Alan Cooper）主动当起了两人的助手。

### 名人地位
上世纪六十年代，克雷兄弟已经成为社会名流中公认的富有而迷人的夜店老板，积极融入当时的文化新潮“摇摆伦敦”。因在名人界广受欢迎，兄弟俩名气大涨，暂时告别犯罪活动，展示不凡的经商头脑的同时，开始广泛社交。时尚摄影大师大卫·贝利就曾多次在不同场合为其拍摄照片。他们更同众多勋爵、议员等社会上流人士来往，如演员乔治·拉夫特（George Raft）、朱迪·加兰（Judy Garland）、戴安娜·道丝（Diana Dors）、芭芭拉·温德瑟尔（Barbara Windsor）和歌手弗兰克·西纳特拉（Frank Sinatra）等。
他们是我们人生中最好的年华。他们将其称作摇摆的六零年代。披头士和滚石乐队主宰了流行音乐界，卡纳比大街主宰了整个时尚界……而我和哥哥，主宰了伦敦。我们是如此的遥不可及……       ——选自罗尼·克雷自传《我的故事》

### 布思比勋爵和汤姆·德赖伯格
《星期日镜报》于1964年曝光了罗尼和保守党成员罗伯特·布思比（Robert Boothby）勋爵的之间的同性恋爱关系，使得克雷兄弟再次引发公众注意。报道并未署名，然而两兄弟和布思比均威胁相关记者，布思比更表示要提起诉讼。《星期日镜报》最终让步。编辑被解雇，一封道歉信被刊登上报。报纸方面和布思比达成庭外和解协议，后者获得四万英镑赔偿金。事已至此，再无其他报纸愿意揭示克雷兄弟错综粗杂的关系网和犯罪活动。很久以后，英国电视台第4频道认证了当时《星期日镜报》报道的真实性并以《黑帮与变态贵族》（2009）为题，发行了一部相关内容纪录片。
警方在多个场合调查过克雷兄弟，但基于兄弟俩的暴力行为远近闻名，目击者并不敢出庭作证。两大主要政党同样有所顾忌。保守党一方唯恐布思比和罗尼的性丑闻被再度公开，因此不愿给警方施压以彻底消灭克雷兄弟黑帮势力。工党内阁成员汤姆·德赖伯格（Tom Driberg）也被传与罗尼有染。

### 弗兰克·米切尔越狱事件
1966年12月12日，克雷兄弟帮助“疯狂斧子手”弗兰克·米切尔逃离达特穆尔监狱。罗尼和米切尔曾一同在旺兹沃斯监狱服刑并成为朋友。米切尔认为法院应重新审视他的案子，准许他假释。罗尼因此觉得他应当帮米切尔一个忙，助他越狱，使他的案子被媒体高度关注，继而逼迫法院做出行动。
米切尔越狱后，克雷兄弟把他安顿在东汉姆区巴金路一个朋友的公寓处。米切尔是一个有精神疾病的大块头，很难控制。他失踪了，但克雷兄弟未因他所犯的谋杀罪承担责任。公司之前的一个成员弗莱迪·福尔曼在自传《尊重》中承认是他枪杀了米切尔，并将其尸体抛入大海。

### 乔治·康奈尔谋杀案

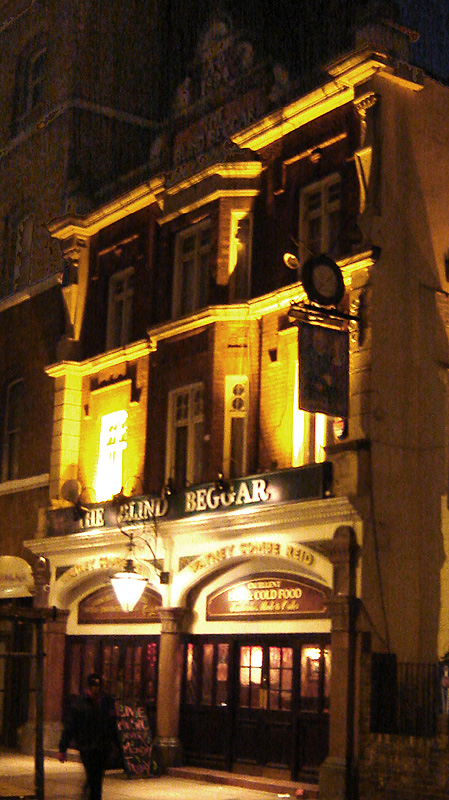
瞎子乞丐小酒馆（2005）

1966年3月9日，罗尼在白教堂瞎子乞丐小酒馆枪杀了敌对黑帮领导理查德森家族的一名同伙，乔治·康奈尔（George Cornell）。数月前，理查德森黑帮曾卷入发生在卡特福德史密斯先生俱乐部附近的一场枪战。克雷家族的一名同伙，理查德·哈特（Richard Hart）遭遇枪击，当场死亡。这场公开的枪战导致几乎所有理查德森黑帮成员被捕。康奈尔在枪战发生时碰巧不在俱乐部，因此未被警察逮捕。然而当去医院检查朋友身体状况时，康奈尔一时兴起决定去瞎子乞丐小酒馆转一遭。该小酒馆恰巧离克雷兄弟住所不过一米远。彼时罗尼正在另一家酒馆喝酒，很快就知晓了康奈尔的动向。罗尼和外号“苏格兰杰克”的司机约翰·迪克森（John Dickson）以及助手伊恩·巴里（Ian Barrie）随即前往康奈尔所在地。罗尼和巴里进入酒馆后便径直走向康奈尔，众目睽睽之下一枪直击其头部。巴里还没反应过来发生了什么，只向空中开了五枪，警告目击者不要向警察打报告。就在康奈尔被枪杀前一秒，他还冲着罗尼打趣，“看看，看看谁来了？！”凌晨三点，康奈尔因抢救无效在医院死亡。
杀害康奈尔时，罗尼已经患上妄想型精神分裂症。
有消息称，罗尼之所以杀害康奈尔是因为1965年圣诞节那天，正当克雷和理查德森两大黑帮在阿斯特俱乐部对峙之时，康奈尔竟把罗尼叫作一个“胖娘炮”。这场对峙引发了两大黑帮之间的战争。1966年3月8日，罗尼的同伙理查德·哈特于史密斯先生俱乐部遭谋杀。理查德森黑帮成员，人称“疯子”的弗兰克·弗拉瑟因哈特谋杀案被传至法庭，但随后被无罪释放。理查德森黑帮另一成员，雷·“比利时人”·卡利南（Ray "the Belgian" Cullinane）出庭作证，宣称见到康奈尔动手殴打哈特。其他胆小的目击者并不肯与警方就哈特一案合作。法院审判最终也未就任何嫌疑人进行指控，案件只得潦草结束。
康奈尔是唯一一个逃过双方争斗又未受严重伤害的人。罗尼很可能怀疑他是哈特谋杀案的幕后黑手。然而在庭审现场，罗尼矢口否认自己曾被康奈尔羞辱，表示杀害康奈尔并不是为了给哈特报仇。相反，他宣称由于康奈尔过去一直威胁兄弟俩，他不得已才对其痛下杀手。

### 杰克“帽子”谋杀案
克雷兄弟的犯罪活动一直隐藏在他们光鲜的名人地位和“合法”商业背后。1967年10月，在其妻弗朗西斯自杀后四个月，雷吉据称被罗尼鼓动，杀害了克雷黑帮中一个不起眼的成员，杰克·“帽子”麦克维提。麦克维提之前被要求谋杀莱斯利·佩恩，并为此签订了一项价值1000英镑的合同。钱已到手，麦克维提的谋杀行动却失败了。克雷兄弟假装在斯托克纽因顿艾维因街的一间地下公寓举办派对，将麦克维提引诱至此。麦克维提进去后便看到坐在前厅的罗尼·克雷。罗尼一边走近麦克维提，一边对他进行一连串的言语羞辱，并且用一片碎玻璃片割伤了他。据说麦克维提和克雷兄弟之间爆发了激烈的争吵。随激烈程度的加剧，雷吉举起手枪直指麦克维提的脑袋。然而两次扣动扳机，子弹均未出膛。
麦克维提随之被紧紧抱住。有人递给雷吉一把切肉刀。雷吉把刀捅向麦克维提的脸和肚子，将刀反复刺进他的脖子。直到麦克维提倒在地板上，几乎死去时也没有停手。然而，有人认为雷吉从未想过杀死麦克维提。克雷兄弟将麦克维提引至地下公寓只是想同他讲清楚，而非杀死他。
公司的几个成员，包括汤尼和克里斯·莱姆布利阿诺兄弟，都因此被定罪。克里斯·莱姆布利阿诺在其自传中宣称，雷吉用刀捅杰克的时候，杰克的肝脏掉了出来。他不得不用马桶把肝脏冲毁。麦克维提的尸体一直未被发现。

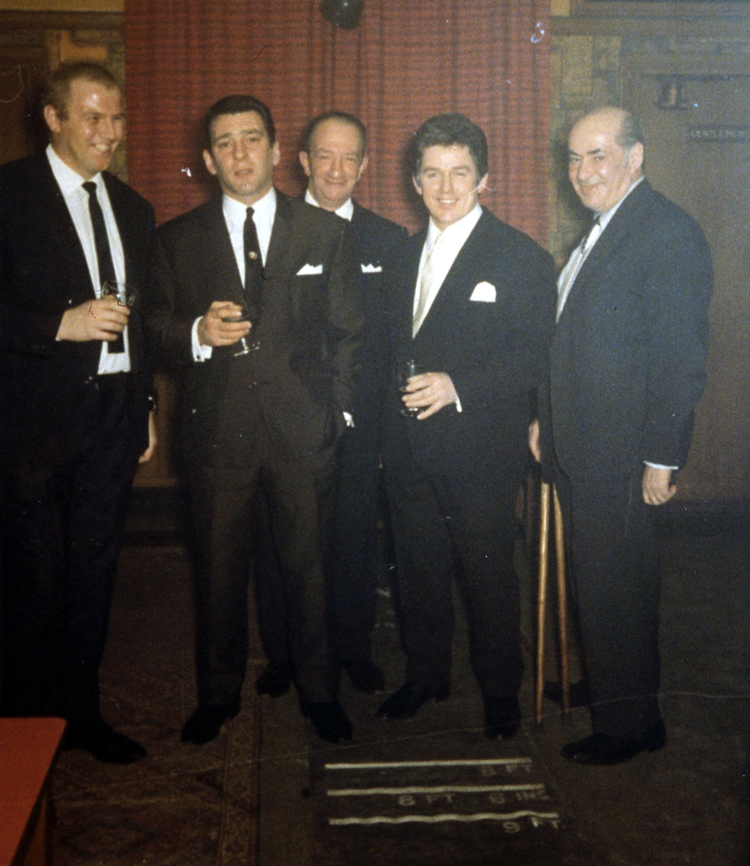
伦敦黑帮大佬雷吉·克雷（左二）。照片摄于1968年雷吉被审判前的几个月。此图提供的证据及其他证据导致雷吉和罗尼被判处终生监禁。

苏格兰场警探莱昂纳德·“小子”里德被提拔为谋杀案调查小组组长。他的首要任务便是搞垮克雷兄弟。然而这却不是他首次与两兄弟交锋。1964年上半年，里德一直在调查克雷兄弟。但是公众和官方一致否认罗尼和布思比的关系，这让里德搜集的证据一无所用。1967年，里德对克雷兄弟展开新的调查，却遭到伦敦东区“沉默之墙”组织的频繁阻挠，使得任何试图与警方合作的证人均被该组织打压。
到1967年底，里德已经搜集了足够多的证据扳倒克雷兄弟。尽管目击者的陈述及其他证据都将箭头指向克雷兄弟，没有一项指控能百分百使人信服。
1968年初，克雷兄弟雇佣了一个叫阿兰·布鲁斯·库珀的人。库珀曾派保罗·艾维去格拉斯哥买用来炸汽车的炸药。艾维是一名无线电工程师。1964年在萨奇广播（后改名城市广播）工作。警方在苏格兰将艾维拘留。艾维对其参与的三件谋杀案供认不讳。库珀犹自狡辩，坚称自己只是一名为美国财政部工作的特工，负责调查美国黑手党和克雷兄弟黑帮组织的关系，自己更有意将谋杀案幕后凶手的帽子扣到克雷兄弟头上。库珀被里德的一位上司雇为线人。当里德试图利用库珀给克雷兄弟设一个陷阱时，他们都拒绝了他。
最终，一场苏格兰场警局会议改变了克雷兄弟的命运。基于已搜集的证据，伦敦警方决定对克雷兄弟展开抓捕行动，并对其进行拘留，同时希望目击者能随后前往警局协助审判。1968年5月8日，克雷兄弟和其他15名“公司”成员被警方抓获。克雷兄弟的黑帮统治既已瓦解，众多目击者相继来到警局提供证据。定罪过程相对容易。除一人因向警方提供大量信息很快便被无罪释放外，克雷兄弟和其余14名公司成员全部被定罪。
克雷兄弟及其辩护律师——御用大律师约翰·普拉提斯·米尔斯坚持全面否认一切指控，对目击者指出的一切犯罪证据表示怀疑。法官梅尔福德·史蒂文森总结道：“在我看来，这个社会需要从你们的所作所为中解脱了。”两人都被判处无期徒刑。由于康奈尔和麦克维提谋杀案，两人必须服刑30年，期间不得假释。这是老贝利（伦敦中央刑事法院）对谋杀犯判处的最长的刑期。大哥查理因参与谋杀被判10年监禁。

### 晚年生活
1982年8月11日，克雷兄弟的母亲维奥莱特的葬礼如期举行（维奥莱特一周前死于癌症）。罗尼和雷吉在警方严密监控下参加了母亲的葬礼。然而他们被禁止去母亲坟前吊唁。维奥莱特死后被安葬在克雷家族祖坟所在地，即位于伦敦东区的青福德山公墓。包括戴安娜·道斯在内的社会名人及与克雷兄弟有交情的黑道人物出席了葬礼。1983年3月，克雷兄弟之父去世。这次克雷兄弟并未要求出席葬礼，以免像上次母亲的葬礼一样引发过多的关注。
1985年，警方在布罗德莫精神病院发现了罗尼的一张商务名片，启动了一项新的调查。调查结果表明，在不同监狱服刑的罗尼和雷吉以及尚未入狱的大哥查理·克雷和另一共犯正操控一项有利可图的买卖——为好莱坞明星提供保镖和“保护”。根据信息自由法所披露的文件可知，尽管警方重点关注这家克雷莱公司，仍无任何法律依据将其关停。调查文件还显示，弗兰克·西纳特拉在1985年从克雷莱公司雇佣了18名保镖。
罗尼·克雷属于A类罪犯，几乎没有任何自由，也不能和其他罪犯混住。在1979年，罗尼最终被证实是精神病，随后被送到位于伯克郡克罗索恩布罗德莫精神病院进行治疗。雷吉·克雷作为B类罪犯，被关押在梅德斯通监狱8年之久。在人生的最后几年，他被降为C类罪犯，并且被转移到诺福克维兰德监狱。

## 私人生活
罗尼曾在《我的故事》中阐明：“我是一个双性恋，不是同性恋。是双性恋。”这句话也是罗尼对罗宾·麦克吉朋制作的《克雷兄弟》录像带的回应。上世纪60年代时，他还计划迎娶一个名为莫妮卡的女子。他与莫妮卡交往了三年，称对方为“他所见过的最美丽的女人。”在雷吉的《天生斗士》、罗尼的《我的故事》和凯特的《谋杀、发疯和婚姻》及《终于自由》几本书中，此话都有所提及。
还未来得及与莫妮卡步入婚姻殿堂，罗尼就被捕了。尽管莫妮卡嫁给了罗尼的前男友，自1968年5月至12月间，罗尼在狱中给她寄去了59封信。这表明罗尼对莫妮卡的感情依然存在，他对她的爱再清晰不过。他将莫妮卡比作“我的小天使”和“我的小洋娃娃”。她同样对罗尼仍怀爱意。这些信在2010年被拍卖。
罗尼在1968年寄给母亲维奥莱特的一封信中也提到了莫妮卡：“如果他们让我见莫妮卡，并且把我和雷吉关在一起的话，我真的别无所求了”。罗尼继续向母亲倾诉他对莫妮卡的爱，此时信中出现了一些拼写错误，“莫妮卡是我此生中唯一喜欢过的女孩。如你所知，她是一个可爱的（luvely）小人儿。若你见到她，告诉她我如今比任何时候都更爱她。”罗尼先后结了两次婚。1985年，他和伊莱恩·米尔德娜在布罗德莫教堂结婚。两人于1989年离婚。随后，罗尼又同凯特·霍华德结婚。五年后，罗尼再度离婚。
1997年，雷吉和罗伯塔·约翰斯结婚。罗伯塔当时正协助一部有关罗尼的电影的公映。两人在狱中相识。
罗尼在作家约翰·皮尔森对他的采访中指出他和19世纪的战士查理·乔治·戈登的相似性：“戈登和我很像，也是个同性恋。他像个男人一样面对死亡。我希望在我将死之时，能像他一样男人。”

## 社会争议
长期以来，社会上一直有释放克雷兄弟的声音。这也成为一项有少数名人支持的社会运动。然而历任内政大臣对此一直持否决态度，主要还是源于两兄弟糟糕的监狱记录——暴力欺压其他狱友。自从1990年以克雷兄弟真实生活为蓝本的电影《克雷兄弟》上映后，抗议运动势头大涨。该电影由雷·博迪斯担任导演。来自史班杜芭蕾合唱团的加里·肯普（Gary Kemp）和马丁·肯普（Martin Kemp）分别出演罗尼和雷吉。两兄弟和大哥查理·克雷因此共获得25万5千英镑的酬金。
罗尼写道：“在我人生的大半时间里，我似乎一直走在一条分岔路上。或许只要再多走一步，不论是选择了两条路中的哪一条，我都会成为一个受人尊敬的名人，而非如今这样声名狼藉。”有人指出，雷吉在被迫与罗尼分开后，其在监狱中的行为愈加暴力，并进一步论证两兄弟的脾气事实上是有少许不同的。
雷吉和弗朗西斯·谢伊（1944——1967）于1965年结婚。没有任何正式的离婚证明，弗朗西斯在8个月后独自离开了雷吉。二人婚姻从此破裂。1967年，弗朗西斯去世。验尸结果表明她死于自杀。2002年，雷吉的一个前任情人出面宣称说，弗朗西斯实际上是被妒忌狂罗尼杀死的。布莱德雷·阿拉迪斯跟雷吉相处过三年之久，他们曾一同在梅德斯通监狱服刑。布莱德雷解释说，“我和雷吉在我的牢房里坐着。和之前许多个夜晚一样，我们把灯光调暗，放上一张好听的唱片。雷吉偶尔会追忆往昔。他会深深的陷入回忆里，向我打开心扉。那天他突然开口道‘我要告诉你一件事。这件事我一直藏在心里，只告诉过两个人’——自从他知道后就成了一个黑洞的一件事。他把头靠到我的肩上，跟我说罗尼杀害了弗朗西斯。弗朗西斯死后第三天，罗尼把真相告诉了他。”
英国电视纪录片《黑帮与变态贵族》（2009）将罗尼·克雷刻画成了一个好鸡奸的强奸犯(鸡奸在罪犯圈子通常被叫做“贱民案”)。该纪录片同样详细讲述了他与保守党贵族鲍勃·布思比的关系以及《每日镜报》对布思比勋爵和克雷兄弟之间交易的持续调查情况。

## 克雷兄弟之死

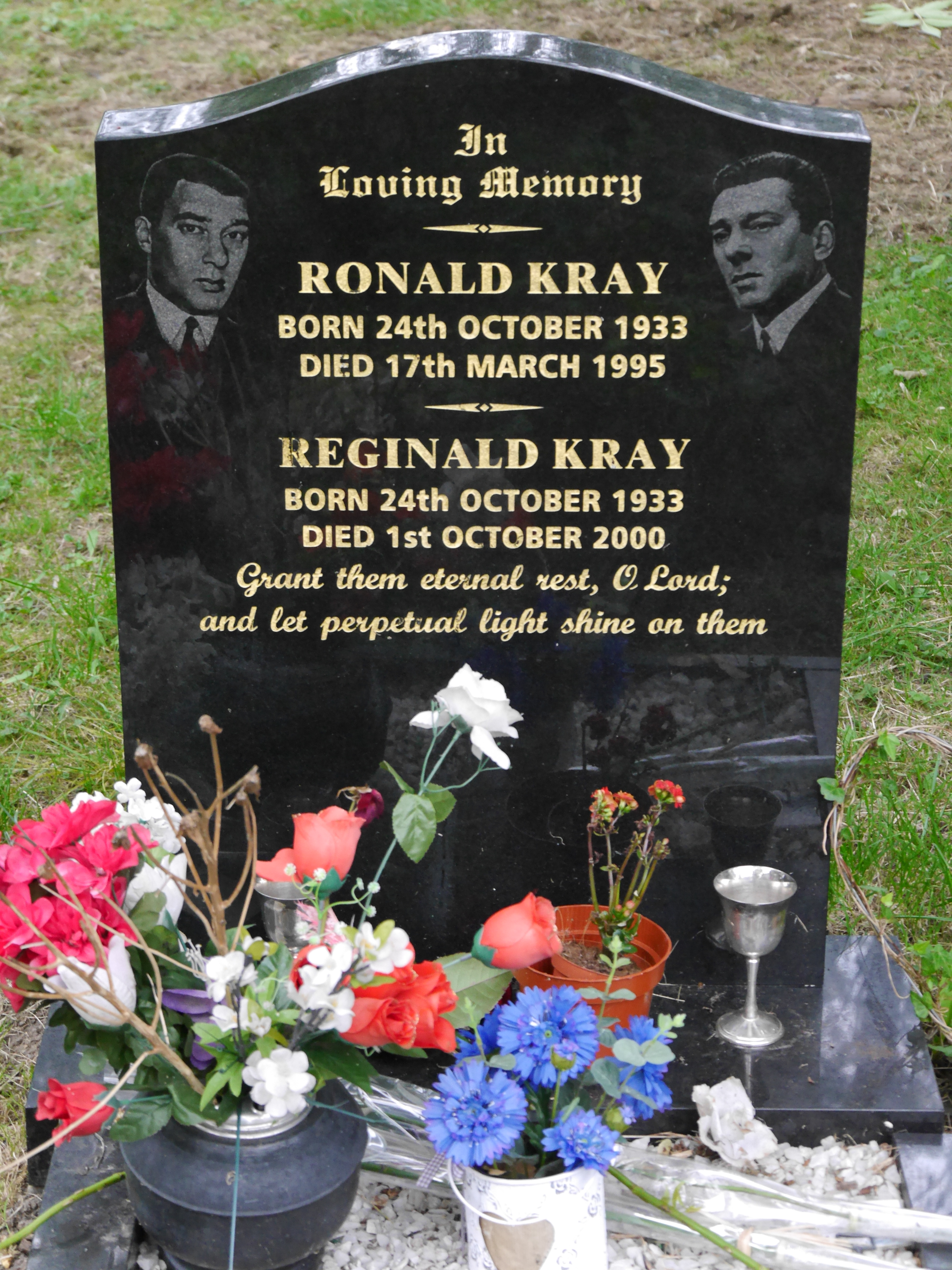
克雷兄弟位于青福德山公墓的墓碑

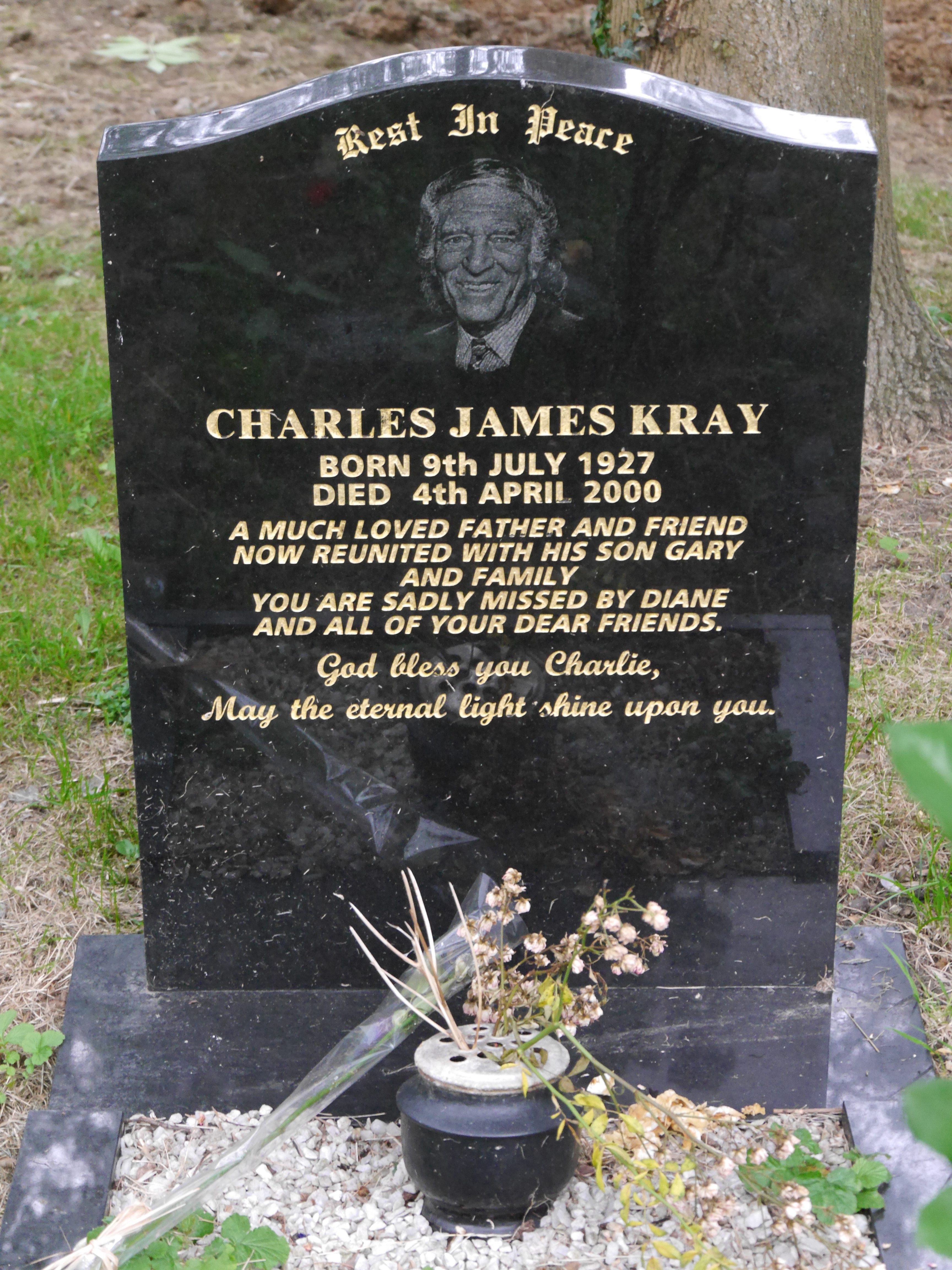

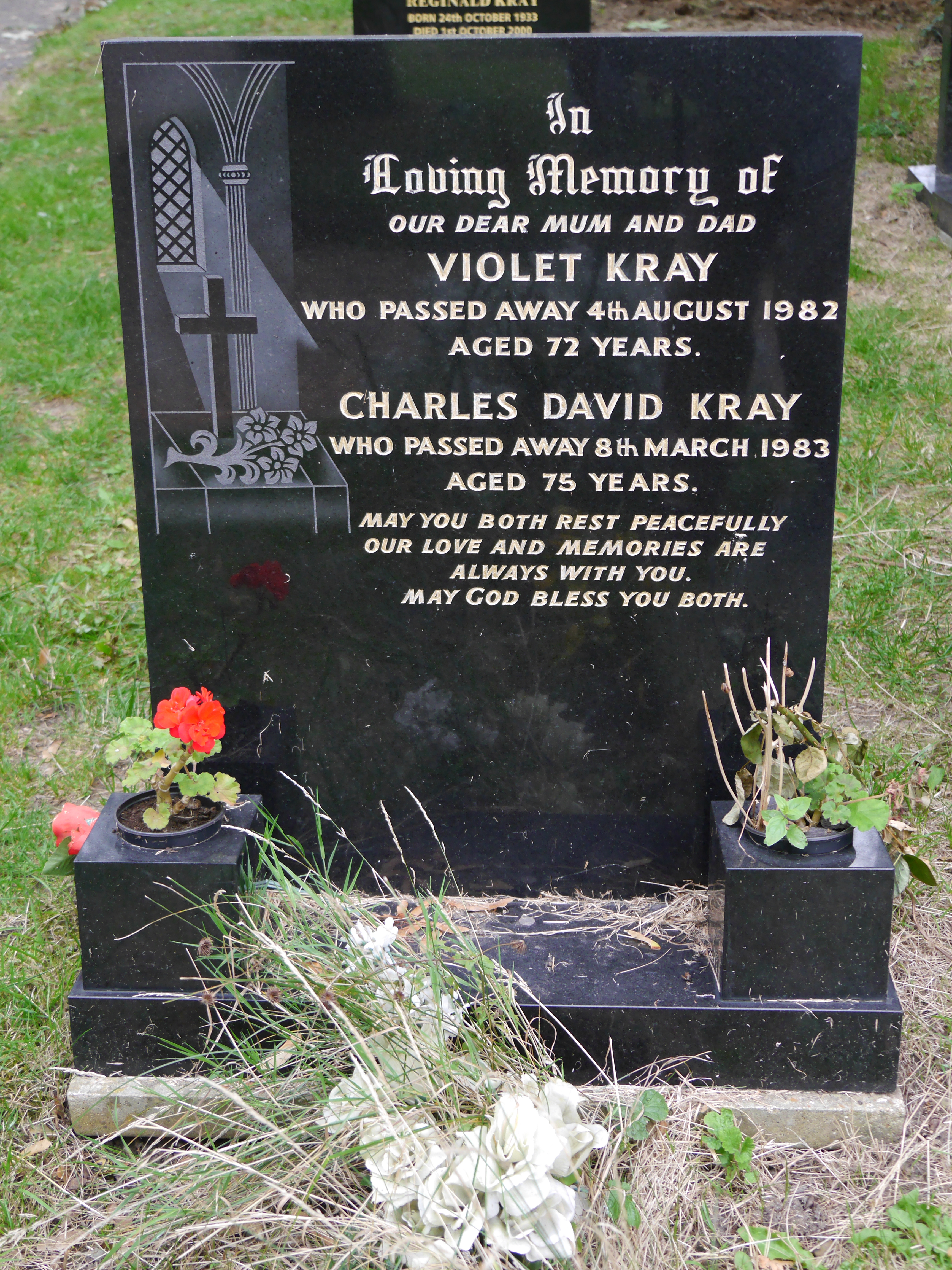

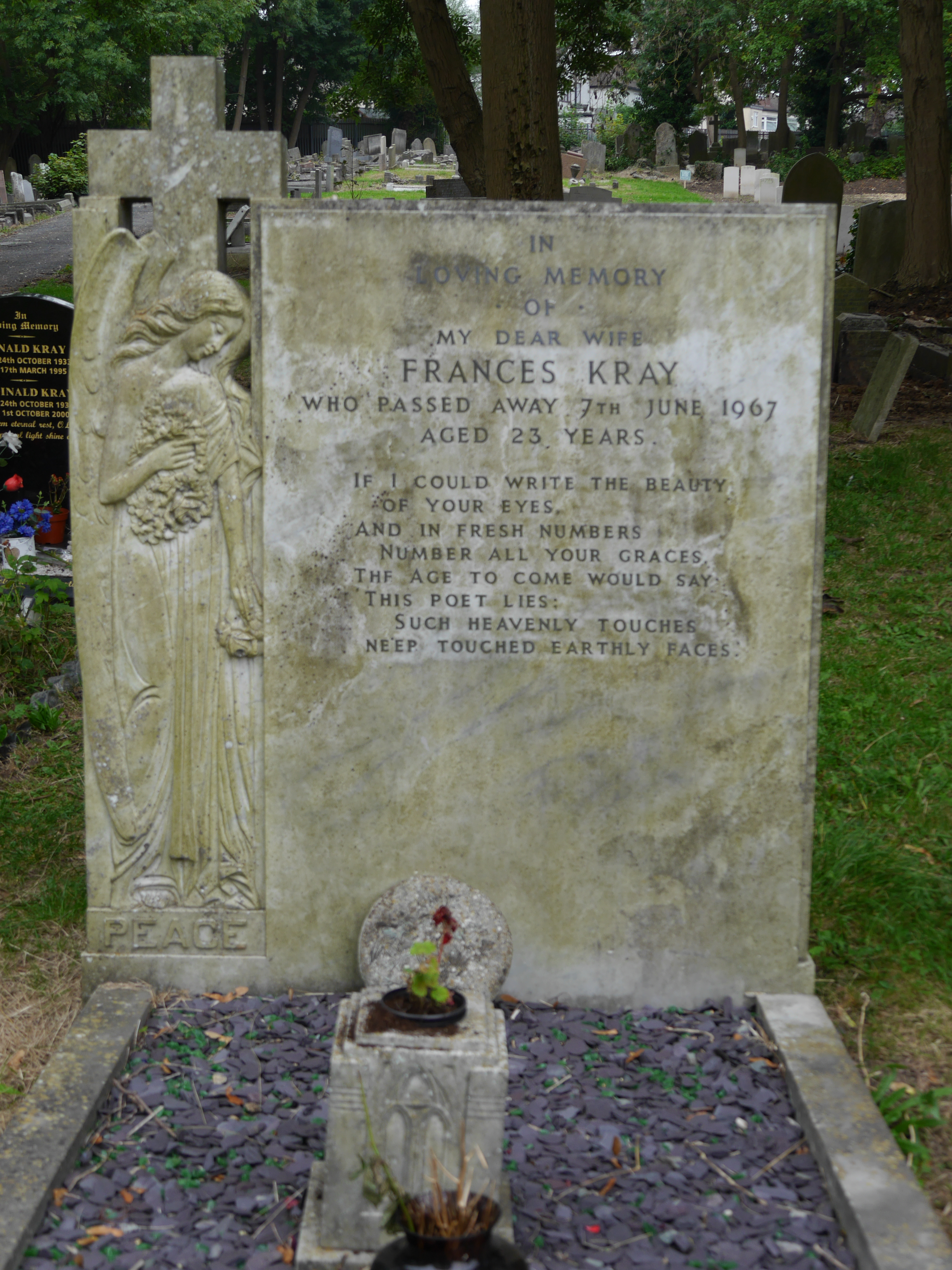

1995年3月17日，仍在布罗德莫精神病院服刑的罗尼因心脏病突发被送往位于伯克郡斯洛福的瓦克瑟姆公园医院，后因抢救无效死亡，享年61岁。
在监禁期间，雷吉成了一名仿若重生的基督教徒。2000年8月26日，雷吉从维兰德监狱获释。而事实上，他的服刑时间已超过1969年入狱时法院建议的30年期限。出于人道主义的考虑，66岁的雷吉因罹患膀胱癌被准许前往诺维克医院保外就医。2000年9月22日，雷吉离开诺维克医院。同年10月1日，雷吉在睡梦中去世。十天后，雷吉被葬在青福德山公墓，弟弟罗尼之墓的旁边。在他生命的最后时光，他的妻子罗伯塔一直陪伴着他。雷吉和罗伯塔于1997年7月在位于诺维克城市之家酒店的一间套房内结婚，那时的雷吉还在梅德斯通监狱服刑。
大哥查理·克雷在服刑7年后，于1975年刑满释放。然而因密谋走私可卡因，在1997年警方的一次卧底缉毒活动中再次被捕入狱。2000年4月4日，查理于监狱自然死亡，享年73岁。

## 流行文化中的克雷兄弟

### 电影
- 《克雷兄弟》（1990），传记电影。罗尼和雷吉分别由来自史班杜芭蕾合唱团的加里·肯普（Gary Kemp）和马丁·肯普（Martin Kemp）出演。
- 《双生杀手的崛起》（2015），低预算电影。西蒙·科顿（Simon Cotton）和凯文·莱斯利（Kevin Leslie）分别饰演罗尼和雷吉。
- 《黑帮传奇》（2015），传记电影。主演汤姆·哈迪（Tom Hardy）一人分饰两角，成功扮演双生兄弟罗尼和雷吉。[2]
- 《双生杀手的沉沦》（2016）低预算电影。为2015年《双生杀手的崛起》续集。主演沿用原班人马，西蒙·科顿（Simon Cotton）和凯文·莱斯利（Kevin Leslie）继续饰演罗尼和雷吉。

除了明确表现双胞胎兄弟传奇一生的电影外，他们也被其他饰演黑道人物的演员作为重要的参考模型。詹姆斯·福克斯（James Fox）曾在布里克斯顿公立监狱会见罗尼，为其在1970年犯罪电影《迷幻演出》中的角色做前期准备。在1971年黑帮电影《大反派》中饰演有暴力倾向的同性恋恶棍的演员——理查德·伯顿（Richard Burton），也曾在布罗德莫精神病院向罗尼进行咨询。

### 文学作品
- 人物传记《“无罪释放”的克雷兄弟》（2012），作者约瑟夫·亨利·盖恩斯（Gaines, J.H）。
- 自传《我们的故事》（1988），作者雷吉·克雷（Kray, Reggie）和罗尼·克雷（Kray, Ronnie）。
- 自传《生而暴力》（1990），作者雷吉·克雷（Kray, Reggie）。
- 自传《我的故事》（1994），作者罗尼·克雷（Kray, Ronnie）。
- 自传《我的一生：三十年血汗与泪水》（2000），作者雷吉·克雷（Kray, Reggie）。

### 音乐
- “我觉得他真想成为罗尼·克雷”——《无人问津的男人》，污点乐队（Blur）。
- “不要忘了克雷兄弟”“危险的克雷兄弟啊”——《伦敦》，雷·戴维斯（Ray Davies）。
- “雷吉·克雷，你可知我姓名？”“罗尼·克雷，你可知我模样？”《最后的闻名国际的花花公子》，史密斯乐队前主唱兼独唱艺人莫里西（Morrissey）。据报道，莫利塞曾在2000年雷吉·克雷的葬礼上送去花圈。
- 叛徒声波电子乐队将其在1986年发行的首支单曲命名为《克雷兄弟》，并为其拍摄了一段音乐视频。歌词创作参考乔治·康奈尔谋杀案。

### 电视剧
- 2010年10月11日上映的三季迷你电视连续剧《白教堂血案》将双胞胎兄弟塑造成了罗尼·克雷的亲生儿子。
- 《蒙提·派森的飞行马戏团》将克雷兄弟刻画成滑稽暴力的黑帮成员道格（Doug）和丁斯戴尔·皮兰纳（Dinsdale Piranha），并且借由剧中“疯狗”警探哈利·奥甘斯的表演重现了兄弟俩的被捕画面。
- 英国版本的《醉酒史》第四季的主角之一便是克雷兄弟。

### 戏剧
20世纪70年代上映的两部戏剧作品完全是克雷兄弟生活的真实写照：
- 舞台剧《原始雄性》（1972），编剧霍沃德·巴克（Howard Barker）。
- 音乐剧《英格兰！英格兰！》（1977），编剧斯诺·威尔逊（Snoo Wilson），音乐凯文·考恩（Kevin Coyne），导演达斯提·赫斯（Dusty Hughes），主演鲍勃·霍斯金斯（Bob Hoskins）和布莱恩·豪尔（Brian Hall）。